# Tuhu
Tuhu este o arie protejată (arie specială de conservare — SAC, sit de importanță comunitară — SCI) din Estonia întinsă pe o suprafață de 4.048,3 ha, integral pe uscat.

## Localizare
Centrul sitului Tuhu este situat la coordonatele 58°34′29″N 23°51′14″E / 58.5746°N 23.8538°E.

## Înființare
Situl Tuhu a fost declarat sit de importanță comunitară în aprilie 2004 pentru a proteja 1 specie de plante. Situl a fost protejat și ca arie specială de conservare în mai 2007.

## Biodiversitate
Situată în ecoregiunea boreală, aria protejată conține 16 habitate naturale: Lacuri și iazuri distrofice naturale, Pajiști uscate europene, Pajiști uscate seminaturale și facies de acoperire cu tufișuri pe substraturi calcaroase (Festuco-Brometalia) (* situri importante pentru orhidee), Pajiști fino-scandinave uscate până la mezice, bogate în specii de altitudine mică, Alvar nordic și șisturi calcaroase precambriene, Pajiști cu Molinia pe soluri calcaroase, turboase sau argilos-nămoloase (Molinion caeruleae), Liziere de ierburi înalte hidrofile de câmpie și de nivel montan până la alpin, Fânețe de joasă altitudine (Alopecurus pratensis, Sanguisorba officinalis), Turbării active, Mlaștini turboase de tranziție și turbării mișcătoare, Depresiuni pe substraturi de turbă de Rhynchosporion, Mlaștini alcaline, Taiga vestică, Păduri caducifoliate bătrâne naturale hemiboreale fino-scandinave (Quercus, Tilia, Acer, Fraxinus sau Ulmus) bogate în specii epifite, Păduri caducifoliate de mlaștină fino-scandinave, Mlaștini împădurite.
La baza desemnării sitului se află o specie protejată de  plante: moșișoare (Liparis loeselii).
Pe lângă speciile protejate, pe teritoriul sitului au mai fost identificate 7 specii de păsări.